# Himalájai nyír
A himalájai nyír (Betula utilis) a bükkfavirágúak (Fagales) rendjébe és a nyírfafélék (Betulaceae) családjába tartozó faj.

## Előfordulása
A himalájai nyír eredeti előfordulási területe Afganisztán, Kazahsztán, Kirgizisztán, Kína, Nepál, Pakisztán, Tádzsikisztán, Tibet és Üzbegisztán, valamint a névadó Himalája nyugati és keleti oldalai, ahol akár 4500 méteres tengerszint feletti magasságba is felhatol.

## Alfajai
- sárgástörzsű nyír (Betula utilis albosinensis) (Burkill) Ashburner & McAll.
- fehér kérgű himalájai nyír (Betula utilis subsp. jacquemontii) (Spach) Kitam.
- Betula utilis subsp. occidentalis Kitam.
- Betula utilis subsp. utilis

## Képek

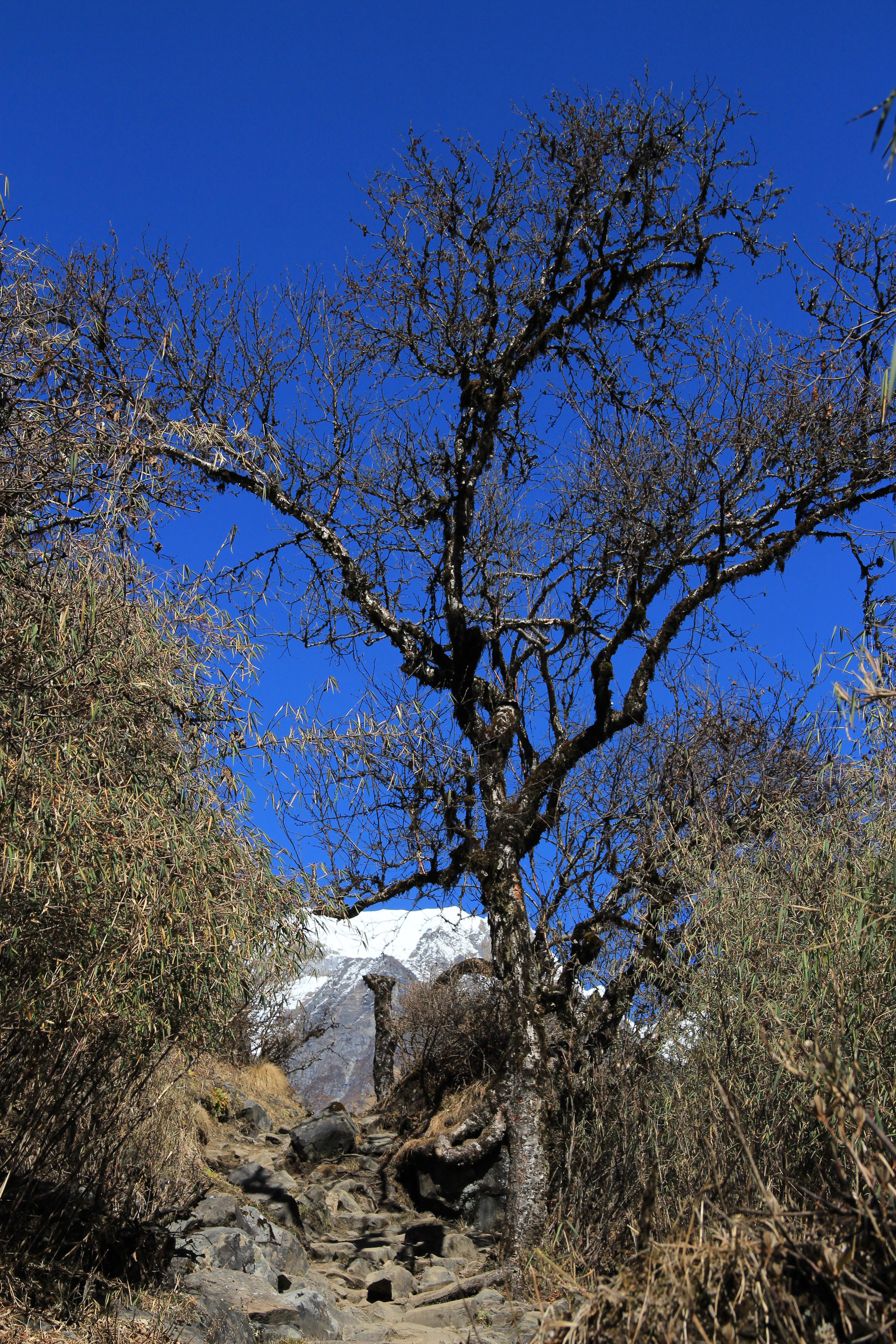
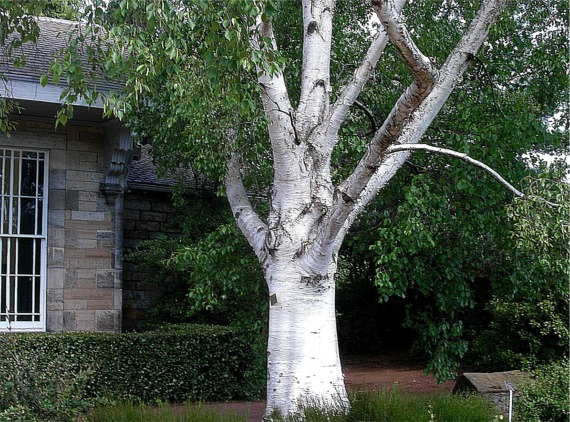
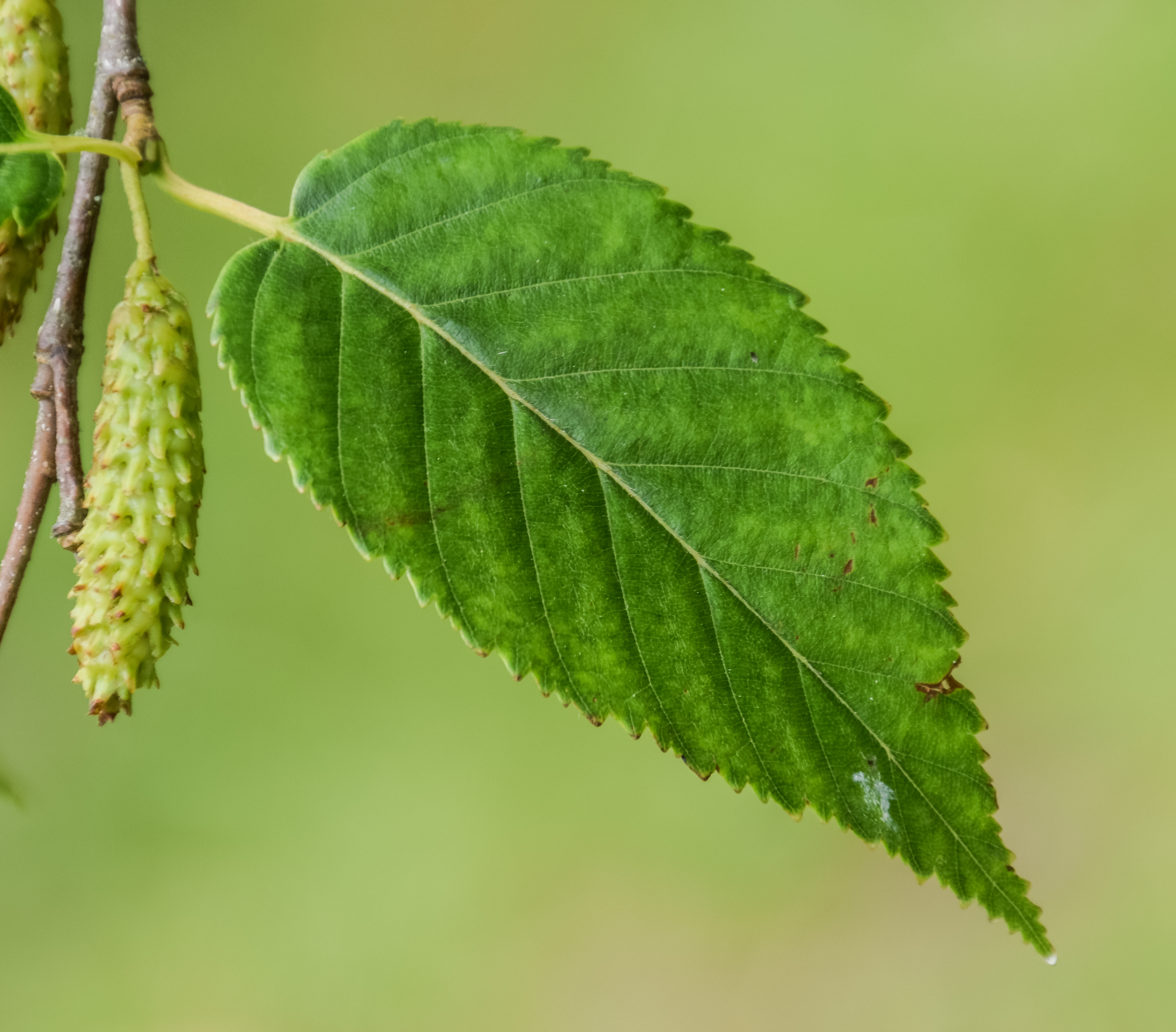
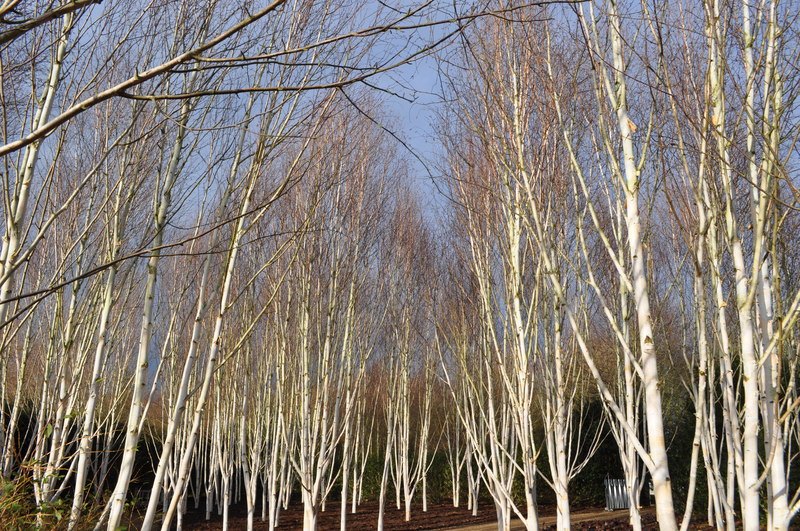

## Megjelenése
Ez a nyírfa akár 20 méter magasra is megnőhet, bár általában csak kisebb fa vagy cserjenövésű. Növénytársulást alkot a ritkább fenyvesekkel vagy a havasszépe-fajokkal. A kérge fehéres, papírszerű. Az ovális levelei 5-10 centiméteresek és enyhén szőrösek; szélük fűrészes. Május-júliusban néhány hímnemű és még kevesebb nőnemű barkavirágzatot hoz. A termései szeptember-októberre érnek meg.